# Una granja
Una granja es un óleo sobre tabla de los pintores flamencos Jan Brueghel el Viejo y Joos de Momper.

## Historia
El trabajo ha sido acreditado como una colaboración entre de Momper y Jan Brueghel el Viejo. El cuadro se conserva en el Museo del Prado de Madrid (España).